# كوتناي (أيداهو)
كوتناي (بالإنجليزية: Kootenai)‏ هي مدينة أمريكية تقع في ولاية أيداهو. تبلغ مساحة هذه المدينة 1.2 (كم²)،ويبلغ عدد سكانها 678 نسمة حسب إحصاء سنة 2010 م 678.تشير إحصاءات سنة 2000م بأن الكثافة السكانية في هذه المدينة تقدر بـ(380.8) نسمة/كم2

## التركيبة السكانية
قام مكتب تعداد الولايات المتحدة بتحديد بيانات التركيبة السكانية لكوتناي في تعداد الولايات المتحدة. في ما يلي، التركيبة السكانية حسب تعدادي 2000 و2010.

### تعداد عام 2000
بلغ عدد سكان كوتناي 441 نسمة بحسب تعداد عام 2000، وبلغ عدد الأسر 171 أسرة وعدد العائلات 107 عائلة مقيمة في المدينة. في حين سجلت الكثافة السكانية 986.3 نسمة لكل ميل مربع (380.8/كم2). وبلغ عدد الوحدات السكنية 187 وحدة بمتوسط كثافة قدره 418.2 نسمة لكل ميل مربع (161.5/كم2).
وتوزع التركيب العرقي للمدينة بنسبة 97.51% من البيض و0.45% من الأمريكيين الأصليين و0.68% من عرقين مختلطين أو أكثر.
بلغ عدد الأسر 171 أسرة كانت نسبة 37.4% منها لديها أطفال تحت سن الثامنة عشر تعيش معهم، وبلغت نسبة الأزواج القاطنين مع بعضهم البعض 43.9% من أصل المجموع الكلي للأسر، ونسبة 10.5% من الأسر كان لديها معيلات من الإناث دون وجود شريك، وكانت نسبة 37.4% من غير العائلات. تألفت نسبة 28.1% من أصل جميع الأسر من أفراد ونسبة 5.8% كانوا يعيش معهم شخص وحيد يبلغ من العمر 65 عاماً فما فوق. وبلغ متوسط حجم الأسرة المعيشية 3.04، أما متوسط حجم العائلات فبلغ 2.54.
بلغ العمر الوسطي للسكان 35 عاماً. وكانت نسبة 28.6% من القاطنين تحت سن الثامنة عشر، وكانت نسبة 6.8% بين الثامنة عشر والأربعة وعشرون عاماً، ونسبة 32.0% كانت واقعةً في الفئة العمرية ما بين الخامسة والعشرين حتى الرابعة والأربعين عاماً، ونسبة 21.1% كانت ما بين الخامسة والأربعين حتى الرابعة والستين، ونسبة 11.6% كانت ضمن فئة الخامسة والستين عاماً فما فوق. يوجد لكل 100 أنثى 99.5 ذكر، ويوجد لكل 100 أنثى في الثامنة عشر من عمرها فما فوق 99.4 ذكر.
بلغ متوسط دخل الأسرة في المدينة 29,432 دولار، أما متوسط دخل العائلة فبلغ 38,036 دولار. وكان متوسط دخل الذكور 32,083 دولار مقابل 23,750 دولار للإناث. وسجل دخل الفرد الخاص بالمدينة 13,698 دولار. وكانت نسبة 12.0% من العائلات ونسبة 18.7% من السكان تحت خط الفقر، وكان من هؤلاء نسبة 11.0% تحت سن الثامنة عشر ونسبة 27.0% في الخامسة والستين من العمر وما فوق.

### تعداد عام 2010
بلغ عدد سكان كوتناي 678 نسمة بحسب تعداد عام 2010، وبلغ عدد الأسر 249 أسرة وعدد العائلات 175 عائلة مقيمة في المدينة. في حين سجلت الكثافة السكانية 1,232.7 نسمة لكل ميل مربع (475.9/كم2). وبلغ عدد الوحدات السكنية 284 وحدة بمتوسط كثافة قدره 516.4 لكل ميل مربع (199.4/كم2).
وتوزع التركيب العرقي للمدينة بنسبة 95.9% من البيض و0.3% من الأمريكيين الأصليين و0.4% من الأمريكيين ذوي الأصول الآسيوية و3.4% من عرقين مختلطين أو أكثر.
بلغ عدد الأسر 249 أسرة كانت نسبة 41.4% منها لديها أطفال تحت سن الثامنة عشر تعيش معهم، وبلغت نسبة الأزواج القاطنين مع بعضهم البعض 54.2% من أصل المجموع الكلي للأسر، ونسبة 12.0% من الأسر كان لديها معيلات من الإناث دون وجود شريك، بينما كانت نسبة 4.0% من الأسر لديها معيلون من الذكور دون وجود شريكة وكانت نسبة 29.7% من غير العائلات. تألفت نسبة 22.9% من أصل جميع الأسر من أفراد ونسبة 6.4% كانوا يعيش معهم شخص وحيد يبلغ من العمر 65 عاماً فما فوق. وبلغ متوسط حجم الأسرة المعيشية 3.06، أما متوسط حجم العائلات فبلغ 2.59.
بلغ العمر الوسطي للسكان 33.7 عاماً. وكانت نسبة 27.3% من القاطنين تحت سن الثامنة عشر، وكانت نسبة 7.5% بين الثامنة عشر والأربعة وعشرون عاماً، ونسبة 29.6% كانت واقعةً في الفئة العمرية ما بين الخامسة والعشرين حتى الرابعة والأربعين عاماً، ونسبة 23% كانت ما بين الخامسة والأربعين حتى الرابعة والستين، ونسبة 12.7% كانت ضمن فئة الخامسة والستين عاماً فما فوق. وتوزع التركيب الجنسي للسكان بنسبة 50.0% ذكور و50.0% إناث.